# Dyskografia Coldplay
Dyskografia brytyjskiego zespołu Coldplay.

## Albumy studyjne
| Rok  | Album | Pozycje na listach przebojów | Pozycje na listach przebojów | Pozycje na listach przebojów | Pozycje na listach przebojów | Pozycje na listach przebojów | Pozycje na listach przebojów | Pozycje na listach przebojów | Pozycje na listach przebojów | Pozycje na listach przebojów | Pozycje na listach przebojów | Pozycje na listach przebojów | Certyfikat | Sprzedaż                                                                                          |
| Rok  | Album | UK                           | AUS                          | CAN                          | FRA                          | GER                          | IRL                          | ITA                          | NLD                          | NZ                           | SWE                          | USA                          | Certyfikat | Sprzedaż                                                                                          |
| ---- | --- | ---------------------------- | ---------------------------- | ---------------------------- | ---------------------------- | ---------------------------- | ---------------------------- | ---------------------------- | ---------------------------- | ---------------------------- | ---------------------------- | ---------------------------- | --- | ------------------------------------------------------------------------------------------------- |
| 2000 | Parachutes - Wydany: 10 lipca 2000 - Wytwórnia: Parlophone - Format: CD, CC. LP                                                         | 1                            | 2                            | 19                           | 31                           | 54                           | 2                            | 11                           | 29                           | 4                            | 20                           | 51                           | - UK: 9× platynowa płyta - USA: 2× platynowa płyta - AUS: 3× platynowa płyta - CAN: 2× platynowa płyta - FRA: 2× złota płyta - POL: platynowa płyta    | - UK: 2 700 000+ - USA: 2 000 000+ - AUS: 210 000+ - CAN: 200 000+ - FRA: 200 000+ - POL: 20 000+ |
| 2002 | A Rush of Blood to the Head - Wydany: 26 sierpnia 2002 - Wytwórnia: Capitol, Parlophone - Format: CD, CC, LP                            | 1                            | 1                            | 1                            | 4                            | 1                            | 1                            | 1                            | 3                            | 2                            | 5                            | 5                            | - USA: 4× platynowa płyta - UK: 10× platynowa płyta - DEU: 2× platynowa płyta - AUS: 7× platynowa płyta - CAN: 4× platynowa płyta                      | - USA: 4 000 000+ - UK: 3 000 000+ - DEU: 600 000+ - AUS: 490 000+ - CAN: 400 000+                |
| 2005 | X&Y - Wydany: 6 czerwca 2005 - Wytwórnia: Capitol, Parlophone - Format: CD, LP, digital download                                        | 1                            | 1                            | 1                            | 1                            | 1                            | 1                            | 1                            | 1                            | 1                            | 1                            | 1                            | - USA: 3× platynowa płyta - UK: 9× platynowa płyta - DEU: 3× platynowa płyta - CAN: 5× platynowa płyta - AUS: 6× platynowa płyta                       | - USA: 3 000 000+ - UK: 2 700 000+ - DEU: 600 000+ - CAN: 500 000+ - AUS: 420 000+                |
| 2008 | Viva la Vida or Death and All His Friends - Wydany: 12 czerwca 2008 - Wytwórnia: Capitol, Parlophone - Format: CD, LP, digital download | 1                            | 1                            | 1                            | 1                            | 1                            | 1                            | 1                            | 1                            | 1                            | 1                            | 1                            | - USA: 2× platynowa płyta - UK: 5× platynowa płyta - DEU: 7× złota płyta - FRA: diamentowa płyta - CAN: 5× platynowa płyta - POL: platynowa płyta      | - USA: 2 000 000+ - UK: 1 500 000+ - DEU: 700 000+ - FRA: 500 000+ - CAN: 400 000+ - POL: 20 000+ |
| 2011 | Mylo Xyloto - Wydany: 24 października 2011 - Wytwórnia: Capitol, Parlophone - Format: CD, LP, digital download                          | 1                            | 1                            | 1                            | 1                            | 1                            | 1                            | 1                            | 1                            | 1                            | 1                            | 1                            | - UK: 5× platynowa płyta - USA: platynowa płyta - DEU: 2× platynowa płyta - FRA: 3× platynowa płyta - CAN: 3× platynowa płyta                          | - UK: 1 500 000+ - USA: 1 000 000+ - DEU: 400 000+ - FRA: 300 000+ - CAN: 240 000+                |
| 2014 | Ghost Stories - Wydany: 16 maja 2014 - Wytwórnia: Parlophone, Atlantic - Format: CD, LP, digital download                               | 1                            | 1                            | 1                            | 1                            | 1                            | 1                            | 1                            | 1                            | 1                            | 1                            | 1                            | - USA: 2× platynowa płyta - UK: 2× platynowa płyta - FRA: 3× platynowa płyta - DEU: 3× złota płyta - CAN: 2× platynowa płyta - POL: 2× platynowa płyta | - USA: 2 000 000+ - UK: 600 000+ - FRA: 300 000+ - DEU: 300 000+ - CAN: 240 000+ - POL: 40 000+   |
| 2015 | A Head Full of Dreams - Wydany: 4 grudnia 2015 - Wytwórnia: Parlophone, Atlantic - Format: CD, LP, digital download                     | 1                            | 2                            | 2                            | 4                            | 3                            | 3                            | 2                            | 2                            | 4                            | 3                            | 2                            | - UK: 4× platynowa płyta - USA: platynowa płyta - FRA: 3× platynowa płyta - DEU: 3× złota płyta - ITA: 5× platynowa płyta - POL: 3× platynowa płyta    | - UK: 1 200 000+ - USA: 1 000 000+ - FRA: 300 000+ - DEU: 300 000+ - ITA: 250 000+ - POL: 60 000+ |
| 2019 | Everyday Life - Wydany: 22 listopada 2019 - Wytwórnia: Parlophone, Atlantic - Format: CD, LP, digital download, streaming, CC           | –                            | –                            | –                            | –                            | –                            | –                            | –                            | –                            | –                            | –                            | –                            | - UK: złota płyta - FRA: platynowa płyta - ITA: platynowa płyta - NLD: złota płyta - ESP: złota płyta - POL: złota płyta                               | - UK: 100 000+ - FRA: 100 000+ - ITA: 50 000+ - NLD: 20 000+ - ESP: 20 000+ - POL: 10 000+        |
| 2021 | Music of the Spheres - Wydany: 15 października 2021 - Wytwórnia: Parlophone, Atlantic - Format: CD, LP, digital download, streaming, CC |                              |                              |                              |                              |                              |                              |                              |                              |                              |                              |                              | - UK: złota płyta - FRA: platynowa płyta - BRA: platynowa płyta - CAN: złota płyta - ITA: złota płyta - POL: złota płyta                               | - UK: 100 000+ - FRA: 100 000+ - BRA: 40 000+ - CAN: 40 000+ - ITA: 25 000+ - POL: 10 000+        |

## Albumy koncertowe
| 2003                                                    | Live 2003 - Wydany: 4 listopada 2003 - Wytwórnia: Capitol, Parlophone - Format: CD, digital download                              | 46 | 16 | 10 | 26 | 34 | 26 | 13 | - USA: złota płyta - AUS: złota płyta - NZL: złota płyta | - USA: 500 000+ - AUS: 35 000+ - NZL: 7 500+ |
| 2009                                                    | LeftRightLeftRightLeft - Wydany: 15 maja 2009 - Wytwórnia: Capitol, Parlophone - Format: CD, digital download                     | –  | –  | –  | –  | –  | –  | –  |                                                          |                                              |
| 2012                                                    | Live 2012 - Wydany: 19 listopada 2012 - Wytwórnia: Capitol, Parlophone - Format: CD, digital download                             | –  | –  | –  | –  | 3  | –  | –  | - FRA: platynowa płyta - ITA: złota płyta                | - FRA: 100 000+ - ITA: 30 000+               |
| 2014                                                    | Ghost Stories Live 2014 - Wydany: 24 listopada 2014 - Wytwórnia: Parlophone, Atlantic - Format: CD, digital download              |    |    |    |    |    |    |    | - FRA: złota płyta                                       | - FRA: 50 000+                               |
| 2018                                                    | Live in Buenos Aires - Wydany: 7 grudnia 2018 - Wytwórnia: Parlophone, Atlantic - Format: CD, LP, CC, digital download, streaming | –  | –  | –  | –  | –  | –  | –  | - UK: srebrna płyta - FRA: złota płyta                   | - UK: 60 000+ - FRA: 50 000+                 |
| „–” oznacza, że album nie był notowany na danej liście. | |    |    |    |    |    |    |    |                                                          |                                              |

## Kompilacje
| Rok  | Album                                                                                         | Certyfikat                                                | Sprzedaż                                   |
| ---- | --------------------------------------------------------------------------------------------- | --------------------------------------------------------- | ------------------------------------------ |
| 2007 | The Singles 1999–2006 - Wydany: 26 marca 2007 - Wytwórnia: Parlophone - Format: 7" box set CD |                                                           |                                            |
| 2012 | 4 CD Catalogue Set - Wydany: 26 listopada 2012 - Wytwórnia: Parlophone - Format: box set CD   | - UK: srebrna płyta - ITA: złota płyta - PRT: złota płyta | - UK: 60 000+ - ITA: 30 000+ - PRT: 7 500+ |

## EP
| 1998                                                   | Safety - Wydany: 18 maja 1998 - Format: CD                                                                                     | –  | –  | –  | –  | –  | –  | –  |                     |                |
| 1999                                                   | The Blue Room - Wydany: 11 października 1999 - Wytwórnia: Parlophone - Format: CD                                              | –  | –  | –  | –  | –  | –  | –  |                     |                |
| 2000                                                   | Acoustic - Wydany: 29 października 2000 - Wytwórnia: Parlophone - Format: CD, CC                                               | –  | –  | –  | –  | –  | –  | –  |                     |                |
| 2001                                                   | Trouble – Norwegian Live EP - Wydany: 27 sierpnia 2001 - Wytwórnia: Parlophone - Format: CD, CC                                | –  | –  | –  | –  | –  | –  | –  |                     |                |
| 2001                                                   | Mince Spies - Wydany: 30 listopada 2001 - Wytwórnia: Parlophone - Format: CD                                                   | –  | –  | –  | –  | –  | –  | –  |                     |                |
| 2003                                                   | Remixes - Wydany: 21 lipca 2003 - Wytwórnia: Parlophone - Format: 12" płyta winylowa                                           | –  | –  | –  | –  | –  | –  | –  |                     |                |
| 2008                                                   | Prospekt’s March - Wydany: 21 listopada 2008 - Wytwórnia: Parlophone - Format: CD, płyta winylowa, digital download            | 38 | 50 | 18 | 47 | 36 | 39 | 15 | - UK: srebrna płyta | - UK: 60 000+  |
| 2011                                                   | Every Teardrop Is a Waterfall - Wydany: 26 czerwca 2011 - Wytwórnia: Parlophone - Format: CD, digital download, płyta winylowa | –  | –  | –  | –  | –  | –  | –  |                     |                |
| 2011                                                   | iTunes Festival: London 2011 - Wydany: 18 września 2011 - Wytwórnia: EMI - Format: digital download                            | –  | –  | –  | –  | –  | –  | –  |                     |                |
| 2011                                                   | Live in Madrid - Wydany: 31 października 2011 - Wytwórnia: EMI - Format: digital download                                      | –  | –  | –  | –  | –  | –  | –  |                     |                |
| 2017                                                   | Kaleidoscope - Wydany: 14 lipca 2017 - Wytwórnia: Parlophone - Format: digital downolad, streaming, CD, 12" winyl              | –  | –  | –  | –  | –  | –  | –  | - ITA: złota płyta  | - ITA: 25 000+ |
| „–” oznacza, że album nie był notowany na danej liście | |    |    |    |    |    |    |    |                     |                |

## Single
| 1999                                                    | „Brothers & Sisters”                               | 107 | –  | –  | –   | –  | –  | –   | –  | –  | –  | –  | | singel niealbumowy                                 |
| 2000                                                    | „Shiver”                                           | 35  | –  | –  | –   | –  | –  | 100 | –  | –  | –  | –  | - UK: srebrna płyta | Parachutes                                         |
| 2000                                                    | „Yellow”                                           | 4   | 5  | –  | 96  | –  | 9  | 82  | 23 | –  | 48 | 9  | - USA: 4× platynowa płyta - UK: 4× platynowa płyta - PRT: 4× platynowa płyta - ITA: 2× platynowa płyta - DNK: platynowa płyta                              | Parachutes                                         |
| 2000                                                    | „Trouble”                                          | 10  | –  | –  | 60  | –  | 16 | 67  | 36 | –  | –  | 9  | - UK: złota płyta - DNK: złota płyta - ITA: złota płyta | Parachutes                                         |
| 2001                                                    | „Don’t Panic”                                      | 130 | –  | –  | –   | –  | –  | 83  | –  | –  | –  | 3  | - UK: srebrna płyta | Parachutes                                         |
| 2002                                                    | „In My Place”                                      | 2   | 23 | –  | 60  | 65 | 2  | 56  | 24 | 46 | –  | 1  | - UK: złota płyta - ITA: złota płyta - PRT: złota płyta | A Rush of Blood to the Head                        |
| 2002                                                    | „The Scientist”                                    | 10  | 40 | –  | –   | 26 | 15 | 20  | –  | 56 | –  | 1  | - USA: 4× platynowa płyta - UK: 3× platynowa płyta - PRT: 4× platynowa płyta - ITA: 3× platynowa płyta - DNK: platynowa płyta                              | A Rush of Blood to the Head                        |
| 2003                                                    | „Clocks”                                           | 9   | 28 | –  | 65  | 50 | 15 | 2   | 13 | –  | 29 | 4  | - USA: 2× platynowa płyta - UK: platynowa płyta - ITA: platynowa płyta - DNK: złota płyta - PRT: platynowa płyta                                           | A Rush of Blood to the Head                        |
| 2003                                                    | „God Put a Smile upon Your Face”                   | 100 | 43 | –  | –   | –  | –  | 65  | 35 | –  | –  | 3  | | A Rush of Blood to the Head                        |
| 2005                                                    | „Speed of Sound”                                   | 2   | 9  | –  | 42  | 19 | 11 | 6   | 13 | 34 | 8  | 1  | - USA: złota płyta - UK: złota płyta - AUS: złota płyta - CAN: złota płyta - DNK: złota płyta                                                              | X&Y                                                |
| 2005                                                    | „Fix You”                                          | 4   | 25 | –  | –   | 65 | 8  | 54  | 17 | 26 | 59 | 4  | - USA: 3× platynowa płyta - UK: 3× platynowa płyta - ITA: 3× platynowa płyta - DNK: 2× platynowa płyta - ESP: 2x platynowa płyta                           | X&Y                                                |
| 2005                                                    | „Talk”                                             | 10  | 20 | –  | 34  | 29 | 18 | 1   | 20 | 56 | 86 | 1  | - UK: srebrna płyta | X&Y                                                |
| 2006                                                    | „The Hardest Part”                                 | –   | 40 | –  | –   | –  | –  | 39  | 28 | –  | –  | 8  | | X&Y                                                |
| 2006                                                    | „What If”                                          | –   | –  | –  | –   | –  | –  | –   | –  | –  | –  | –  | | X&Y                                                |
| 2008                                                    | „Violet Hill”                                      | 8   | 9  | 6  | 36  | 10 | 13 | 13  | 5  | 8  | 40 | 1  | - UK: srebrna płyta - BRA: platynowa płyta | Viva la Vida or Death and All His Friends          |
| 2008                                                    | „Viva la Vida”                                     | 1   | 2  | 4  | 7   | 5  | 3  | 4   | 16 | 7  | 1  | 1  | - USA: 5× platynowa płyta - UK: 5× platynowa płyta - DEU: 3× platynowa płyta - ESP 6× platynowa płyta - ITA: 4× platynowa płyta                            | Viva la Vida or Death and All His Friends          |
| 2008                                                    | „Lost!”                                            | 54  | –  | 55 | –   | 73 | –  | –   | –  | –  | 87 | 11 | | Viva la Vida or Death and All His Friends          |
| 2008                                                    | „Lovers in Japan”                                  | 131 | –  | 77 | –   | –  | –  | –   | –  | –  | –  | 3  | | Viva la Vida or Death and All His Friends          |
| 2009                                                    | „Life in Technicolor II”                           | 28  | –  | 92 | –   | –  | 29 | 30  | –  | –  | –  | 1  | | Prospekt's March                                   |
| 2009                                                    | „Strawberry Swing”                                 | 158 | –  | –  | –   | –  | –  | –   | –  | –  | –  | 5  | | Viva la Vida or Death and All His Friends          |
| 2010                                                    | „Christmas Lights”                                 | 13  | 32 | 18 | –   | 26 | 15 | 2   | 34 | 19 | 25 | 23 | - UK: platynowa płyta - DEU: platynowa płyta - DNK: platynowa płyta - ITA: platynowa płyta                                                                 | singel niealbumowy                                 |
| 2011                                                    | „Every Teardrop Is a Waterfall”                    | 6   | 14 | 9  | 20  | 24 | 9  | 1   | 13 | 47 | 14 | 8  | - UK: platynowa płyta - AUS: platynowa płyta - DNK: złota płyta - ITA: platynowa płyta - BEL: złota płyta                                                  | Mylo Xyloto                                        |
| 2011                                                    | „Paradise”                                         | 1   | 3  | 13 | 5   | 12 | 2  | 2   | 3  | 42 | 15 | 1  | - USA: 3× platynowa płyta - UK: 3× platynowa płyta - AUS: 6× platynowa płyta - CAN: 3× platynowa płyta - DNK: 2× platynowa płyta                           | Mylo Xyloto                                        |
| 2012                                                    | „Charlie Brown”                                    | 22  | –  | –  | –   | –  | 20 | –   | –  | –  | –  | 14 | - UK: złota płyta - ITA: złota płyta | Mylo Xyloto                                        |
| 2012                                                    | „Princess of China” (oraz Rihanna)                 | 4   | 16 | 17 | 24  | –  | 5  | 48  | 8  | –  | 20 | –  | - UK: platynowa płyta - AUS: platynowa płyta - ITA: platynowa płyta - MEX: złota płyta - DNK: złota płyta                                                  | Mylo Xyloto                                        |
| 2012                                                    | „Hurts Like Heaven”                                | 157 | –  | –  | –   | –  | –  | –   | –  | –  | –  | –  | | Mylo Xyloto                                        |
| 2013                                                    | „Atlas”                                            | 12  | 30 | 18 | 31  | 19 | 12 | 3   | 20 | –  | 69 | –  | | Igrzyska śmierci: W pierścieniu ognia (soundtrack) |
| 2014                                                    | „Magic”                                            | 10  | 5  | 3  | 6   | 14 | 4  | 2   | 10 | 21 | 14 | 8  | - USA: platynowa płyta - UK: platynowa płyta - AUS: 2× platynowa płyta - DNK: platynowa płyta - ITA: 3× platynowa płyta                                    | Ghost Stories                                      |
| 2014                                                    | „Midnight”                                         | 48  | 25 | 11 | 5   | 44 | –  | 8   | 11 | –  | 29 | –  | - UK: srebrna płyta - ITA: złota płyta | Ghost Stories                                      |
| 2014                                                    | „A Sky Full of Stars”                              | 9   | 2  | 3  | 3   | 6  | 3  | 2   | 2  | 7  | 10 | 6  | - USA: 4× platynowa płyta - UK: 3× platynowa płyta - DEU: 2× platynowa płyta - ITA: 5× platynowa płyta - CAN: 3× platynowa płyta                           | Ghost Stories                                      |
| 2014                                                    | „True Love”                                        | –   | –  | –  | –   | –  | –  | –   | –  | –  | –  | 25 | | Ghost Stories                                      |
| 2014                                                    | „Ink”                                              | –   | –  | –  | –   | –  | –  | 68  | –  | –  | –  | –  | - ITA: platynowa płyta | Ghost Stories                                      |
| 2014                                                    | „Miracles”                                         | 95  | –  | –  | 153 | –  | –  | –   | –  | –  | –  | –  | | Unbroken                                           |
| 2015                                                    | „Adventure of a Lifetime”                          | 7   | 20 | 1  | 2   | 5  | 8  | 11  | 12 | 23 | 13 | 3  | - USA: 3× platynowa płyta - UK: 3× platynowa płyta - DEU: platynowa płyta - ITA: 4× platynowa płyta - CAN: 2× platynowa płyta - POL: 2× platynowa płyta    | A Head Full of Dreams                              |
| 2016                                                    | „Hymn for the Weekend”                             | 6   | 24 | 32 | 3   | 11 | 7  | 11  | 3  | 38 | 64 | 1  | - USA: 5× platynowa płyta - UK: 3× platynowa płyta - DEU: 2× platynowa płyta - ITA: 8× platynowa płyta - DNK: 3× platynowa płyta - POL: diamentowa płyta   | A Head Full of Dreams                              |
| 2016                                                    | „Up&Up”                                            | 76  | –  | –  | 161 | –  | 95 | –   | –  | –  | –  | 44 | - UK: srebrna płyta - ITA: 2× platynowa płyta - POL: złota płyta                                                                                           | A Head Full of Dreams                              |
| 2016                                                    | „A Head Full of Dreams”                            |     |    |    |     |    |    |     |    |    |    |    | - UK: srebrna płyta - ITA: platynowa płyta | A Head Full of Dreams                              |
| 2016                                                    | „Everglow”                                         |     |    |    |     |    |    |     |    |    |    |    | - UK: platynowa płyta - ITA: platynowa płyta - CAN: złota płyta - POL: złota płyta                                                                         | A Head Full of Dreams                              |
| 2017                                                    | „Something Just Like This” (oraz The Chainsmokers) | 2   | 2  | 3  | 11  | 4  | 3  | 6   | 5  | 4  | 3  | 14 | - USA: diamentowa płyta - UK: 4× platynowa płyta - DEU: 3× platynowa płyta - AUS: 14× platynowa płyta - BRA: 3× diamentowa płyta - POL: 4× platynowa płyta | Memories...Do Not Open Kaleidoscope                |
| 2017                                                    | „Miracles (Someone Special)” (oraz Big Sean)       |     |    |    |     |    |    |     |    |    |    |    | - ITA: platynowa płyta | Kaleidoscope                                       |
| 2019                                                    | „Orphans”                                          | –   | –  | –  | –   | –  | –  | –   | –  | –  | –  | –  | - UK: srebrna płyta - FRA: złota płyta - ITA: złota płyta - BRA: złota płyta                                                                               | Everyday Life                                      |
| 2019                                                    | „Arabesque”                                        | –   | –  | –  | –   | –  | –  | –   | –  | –  | –  | –  | | Everyday Life                                      |
| 2021                                                    | „Higher Power”                                     |     |    |    |     |    |    |     |    |    |    |    | - UK: platynowa płyta - DEU: złota płyta - FRA: złota płyta - ITA: platynowa płyta - DNK: złota płyta - POL: złota płyta                                   | Music of the Spheres                               |
| 2021                                                    | „My Universe” (oraz BTS)                           |     |    |    |     |    |    |     |    |    |    |    | - USA: platynowa płyta - UK: platynowa płyta - FRA: diamentowa płyta - DEU: złota płyta - ITA: 2× platynowa płyta - POL: platynowa płyta                   | Music of the Spheres                               |
| 2022                                                    | „Let Somebody Go” (oraz Selena Gomez)              |     |    |    |     |    |    |     |    |    |    |    | - BRA: platynowa płyta - PRT: złota płyta | Music of the Spheres                               |
| „–” oznacza, że singel nie był notowany na danej liście |                                                    |     |    |    |     |    |    |     |    |    |    |    | |                                                    |

### Inne notowane lub certyfikowane utwory
| 2000                                                    | „Sparks”                       |     |    |    |    |    |    |    | - UK: złota płyta      | Parachutes                                |
| 2008                                                    | „Life in Technicolor”          | 112 | –  | 92 | –  | –  | –  | –  |                        | Viva la Vida or Death and All His Friends |
| 2008                                                    | „Cemeteries of London”         | 134 | –  | –  | –  | –  | –  | –  |                        | Viva la Vida or Death and All His Friends |
| 2008                                                    | „Death and All His Friends”    | 183 | –  | –  | –  | –  | 50 | –  | - BRA: platynowa płyta | Viva la Vida or Death and All His Friends |
| 2008                                                    | „42”                           | 123 | –  | –  | –  | –  | –  | –  | - BRA: platynowa płyta | Viva la Vida or Death and All His Friends |
| 2008                                                    | „Glass of Water”               | 134 | –  | 92 | –  | –  | –  | –  |                        | Prospekt’s March                          |
| 2008                                                    | „Prospekt’s March/Poppyfields” | 182 | –  | –  | –  | –  | –  | –  |                        | Prospekt’s March                          |
| 2008                                                    | „Lost+” (gośc. Jay-Z)          | –   | –  | –  | –  | 22 | 21 | 40 |                        | Prospekt’s March                          |
| 2009                                                    | „The Goldrush”                 | 139 | –  | –  | –  | –  | –  | –  |                        | „Life in Technicolor II”                  |
| 2010                                                    | „A Message 2010”               | 88  | –  | 57 | –  | –  | –  | –  |                        | Hope for Haiti Now                        |
| 2011                                                    | „Major Minus”                  | 133 | 72 | 68 | 71 | –  | –  | 92 |                        | Mylo Xyloto                               |
| 2011                                                    | „Moving to Mars”               | 163 | 71 | 64 | 70 | –  | –  | 90 |                        | Mylo Xyloto                               |
| 2015                                                    | „Birds”                        |     |    |    |    |    |    |    | - ITA: złota płyta     | A Head Full of Dreams                     |
| 2015                                                    | „Fun” (gośc. Tove Lo)          |     |    |    |    |    |    |    | - ITA: złota płyta     | A Head Full of Dreams                     |
| „–” oznacza, że utwór nie był notowany na danej liście. |                                |     |    |    |    |    |    |    |                        |                                           |

## Albumy wideo
| Rok  | Album | Certyfikat | Sprzedaż                                                                      |
| ---- | --- | --- | ----------------------------------------------------------------------------- |
| 2003 | Live 2003 - Wydany: 4 listopada 2003 - Wytwórnia: Parlophone - Format: DVD                                   | - USA: 6× platynowa płyta - AUS: 8× platynowa płyta - DEU: 2× platynowa płyta - UK: 2× platynowa płyta - CAN: 8x platynowa płyta | - USA: 600 000+ - AUS: 120 000+ - DEU: 100 000+ - UK: 100 000+ - CAN: 80 000+ |
| 2012 | Live 2012 - Wydany: 19 listopada 2012 - Wytwórnia: Parlophone, EMI - Format: DVD, blu-ray                    | - UK: 4× platynowa płyta - AUS: 7× platynowa płyta - FRA: diamentowa płyta - CAN: 4x platynowa płyta - PRT: 2× platynowa płyta   | - UK: 200 000+ - AUS: 105 000+ - FRA: 60 000+ - CAN: 40 000+ - PRT: 16 000+   |
| 2014 | Ghost Stories Live 2014 - Wydany: 24 listopada 2014 - Wytwórnia: Parlophone, Atlantic - Format: DVD, blu-ray | - UK: złota płyta | - UK: 25 000+                                                                 |

## Teledyski
| Rok  | Tytuł                                    | Reżyser                                   |
| ---- | ---------------------------------------- | ----------------------------------------- |
| 1999 | „Bigger Stronger”                        | Mat Whitecross                            |
| 2000 | „Shiver”                                 | Grant Gee                                 |
| 2000 | „Yellow”                                 | James & Alex                              |
| 2000 | „Trouble”                                | Sophie Muller                             |
| 2000 | „Trouble” (U.S. version)                 | Tim Hope                                  |
| 2001 | „Don't Panic”                            | Tim Hope                                  |
| 2002 | „In My Place”                            | Sophie Muller                             |
| 2002 | „The Scientist”                          | Jamie Thraves                             |
| 2003 | „Clocks”                                 | Dominic Leung                             |
| 2003 | „God Put a Smile upon Your Face”         | Jamie Thraves                             |
| 2005 | „Speed of Sound”                         | Mark Romanek                              |
| 2005 | „Fix You”                                | Sophie Muller                             |
| 2005 | „Talk”                                   | Anton Corbijn                             |
| 2006 | „The Hardest Part”                       | Mary Wigmore                              |
| 2008 | „Violet Hill”                            | Asa Mader                                 |
| 2008 | „Violet Hill” („Dancing Politicians”)    | Mat Whitecross                            |
| 2008 | „Viva la Vida”                           | Hype Williams                             |
| 2008 | „Viva la Vida” (cover version)           | Anton Corbijn                             |
| 2008 | „Lost!”                                  | Mat Whitecross                            |
| 2008 | „Lost+” (featuring Jay-Z)                | Mat Whitecross                            |
| 2008 | „Lovers in Japan”                        | Mat Whitecross                            |
| 2008 | „Lost?”                                  | Paul O’Brien                              |
| 2009 | „Life in Technicolor II”                 | Dougal Wilson                             |
| 2009 | „Strawberry Swing”                       | Shynola                                   |
| 2010 | „Christmas Lights”                       | Mat Whitecross                            |
| 2011 | „Every Teardrop Is a Waterfall”          | Mat Whitecross                            |
| 2011 | „Paradise”                               | Mat Whitecross                            |
| 2012 | „Charlie Brown”                          | Mat Whitecross                            |
| 2012 | „Princess of China”                      | Adria Petty, Alan Bibby                   |
| 2012 | „Hurts Like Heaven”                      | Mark Osborne                              |
| 2013 | „Atlas”                                  | Mario Hugo                                |
| 2014 | „Midnight”                               | Mary Wigmore                              |
| 2014 | „Magic”                                  | Jonas Åkerlund                            |
| 2014 | „A Sky Full of Stars”                    | Mat Whitecross                            |
| 2014 | „True Love”                              | Jonas Åkerlund                            |
| 2014 | „Miracles”                               | Angelina Jolie(Fragmenty filmu Niezłomny) |
| 2015 | „Adventure of a Lifetime”                | Mat Whitecross                            |
| 2016 | „Birds”                                  | Marcus Haney                              |
| 2016 | „Hymn for the Weekend”                   | Ben Mor                                   |
| 2016 | „Up&Up”                                  | Vania Heymann, Gal Muggia                 |
| 2016 | „A Head Full of Dreams”                  | Marcus Haney                              |
| 2016 | „Everglow”                               | Ben Mor                                   |
| 2017 | „Something Just Like This” (Tokyo Remix) | Mat Whitecross                            |
| 2017 | „Miracles (Someone Special)”             | Ben Mor                                   |
| 2019 | „Orphans”                                | Mat Whitecross                            |
| 2019 | „Daddy”                                  | Åsa Lucander                              |
| 2019 | „Everyday Life”                          | Karena Evans                              |
| 2020 | „Cry Cry Cry”                            | Dakota Johnson, Cory Bailey               |
| 2020 | „Champion of the World”                  | Cloé Bailly                               |
| 2020 | „Trouble In Town”                        | Aoife McArdle                             |
| 2021 | „Higher Power”                           | Dave Meyers                               |
| 2021 | „My Universe”                            | Dave Meyers                               |
| 2022 | „Let Somebody Go”                        | Dave Meyers                               |
| 2022 | „People of the Pride”                    | Paul Dugdale                              |
| 2022 | „Biutyful”                               | Mat Whitecross                            |
| 2022 | „Humankind”                              | Stevie Rae, Gibbs, Marcus Haney           |